# 凯里尼亚区
凯里尼亚区（希臘語：Επαρχία Κερύνειας），是塞浦路斯的一个区。凯里尼亚区为塞浦路斯面积最小的区。主要城镇为凯里尼亚。凯里尼亚区目前由北塞浦路斯当局控制，是塞浦路斯六个区中唯一完全由北塞方面控制的区，北塞方面設有同名區份。在尼科西亚勒德拉宫附近有塞浦路斯共和国设置的“流亡”行政机构。